# Julius Petri
Julius Petri (* 11. September 1868 in Lippstadt; † 16. November 1894 in Berlin) war ein deutscher Schriftsteller.

## Leben
Julius Petri war der Sohn eines Klempnermeisters. Er besuchte ein Realgymnasium in Lippstadt und studierte ab 1887 Germanistik an der Universität Berlin. Trotz des frühen Todes seines Vaters und eines Bruders ermöglichte es ihm seine Mutter, das Studium abzuschließen; Petri promovierte 1891 an der Universität Rostock mit einer literaturwissenschaftlichen Arbeit zum Doktor der Philosophie.
Nachdem Petri bereits während des Studiums im Kreis um den Literaturwissenschaftler Erich Schmidt verkehrt hatte und als Mitglied des Akademischen Literarischen Vereins erste literarische Arbeiten in Zeitungen und Zeitschriften veröffentlicht hatte, entschied er sich, freier Schriftsteller zu werden. 1894 wurde er persönlicher Assistent des Herausgebers der Deutschen Rundschau, Julius Rodenberg. Petri starb im gleichen Jahr an einer Herzerkrankung im Alter von 26 Jahren.
Petris literarisches Werk besteht vorwiegend aus Romanen, Erzählungen und Theaterstücken; es ist geprägt von der westfälischen Herkunft des Autors und stark beeinflusst von
der literarischen Zeitströmung des Naturalismus.

## Werke
- Der Agnes-Bernauer-Stoff im deutschen Drama, Rostock 1891
- Pater peccavi!, Stuttgart 1892
- Rothe Erde, Berlin 1895
- Mutterlohn und andere Erzählungen, Berlin-Charlottenburg 1927